# Autocorrect

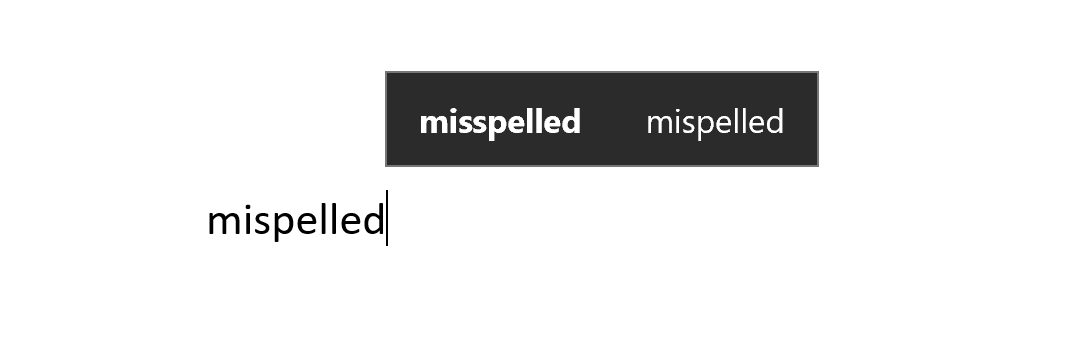
Exempel på autocorrect i ett Windows-program.

Autocorrect är en funktion som skall fungera som ett rättstavningsprogram och finns förinstallerat på de flesta moderna telefoner, surfplattor och i viss mån datorer. Det är en funktion som kan stängas av via enhetens inställningar. En liknande funktion kallas prediktiv textinmatning, och innebär att användaren enbart behöver skriva de första bokstäverna i ett ord, varpå enheten ger förslag på olika ord som kan passa. Användaren kan då klicka på det ord som denne vill använda.